# 랑비스
랑비스(Langwies)는 스위스 그라우뷘덴주의 플레수어군에 있는 이전 시정촌이다. 2013년 1월 1일 랑비스, 칼프라이센(Calfreisen), 카스티엘(Castiel), 뤼엔(Lüen), 몰리니스(Molinis), 파이스트(Peist) 및 장크트페터-파기크의 이전 지자체는 아로자 지자체로 병합되었다.

## 역사
랑비스는 1384년에 die lang Wise로 처음 언급되었다.

## 지리

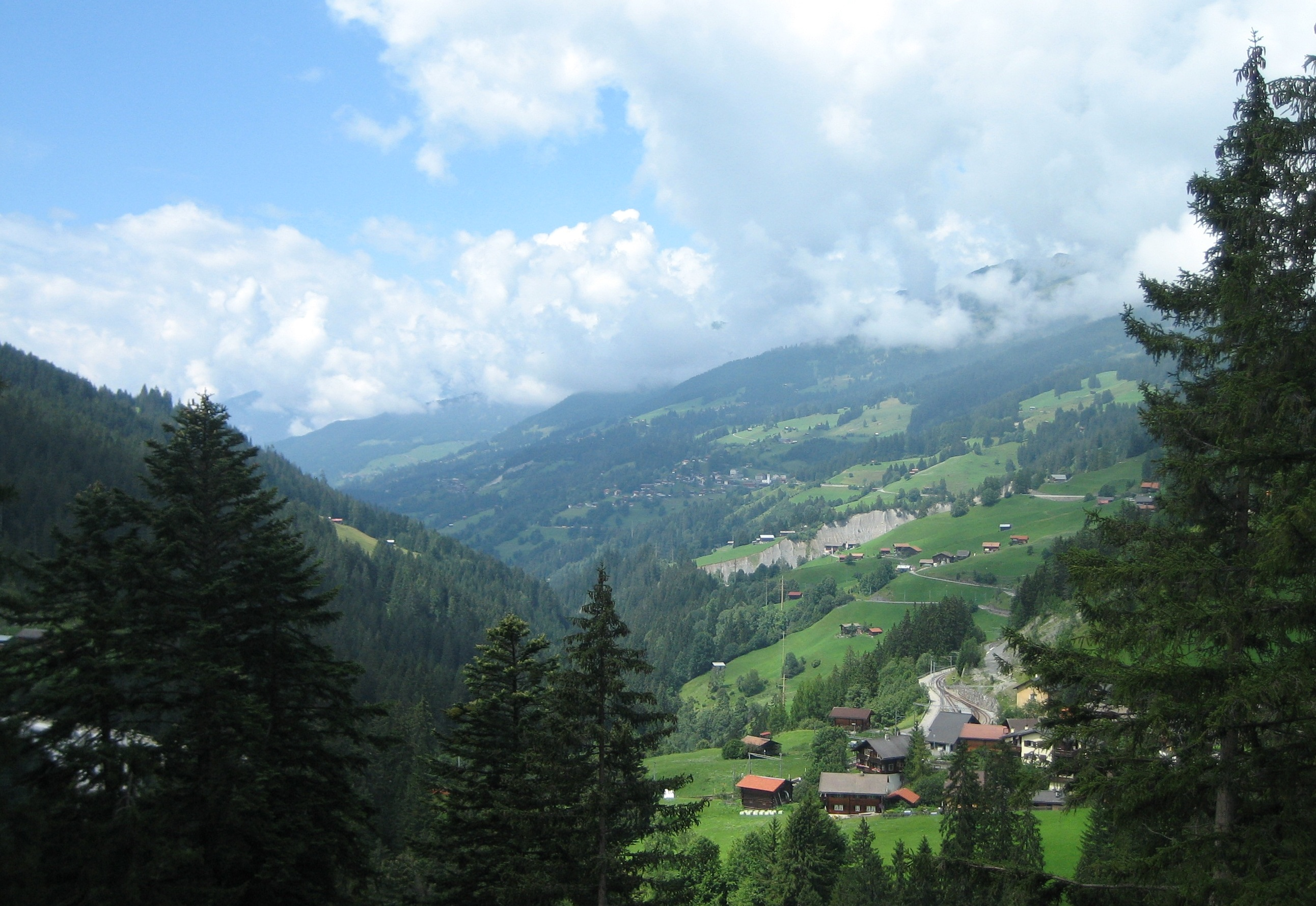
랑비스 계곡

합병 전 랑비스의 총 면적은 54.9k㎡였다. 이 면적 중 48.8%가 농업용으로, 22.6%가 산림이다. 나머지 토지 중 1.2%는 정착지(건물 또는 도로)이고 나머지(27.5%)는 비생산적(강, 빙하 또는 산)이다.
이전 시정촌은 플레수어군의 샨피크 하위 지구에 있다. 그것은 슈트레라 고개를 넘어 쿠어와 다보스 사이의 최단 경로에 위치하고 있다. 랑비스 마을과 플라츠, 리치뤼티, 폰다이 및 사퓐의 작은 마을로 구성되어 있다.

## 인구통계

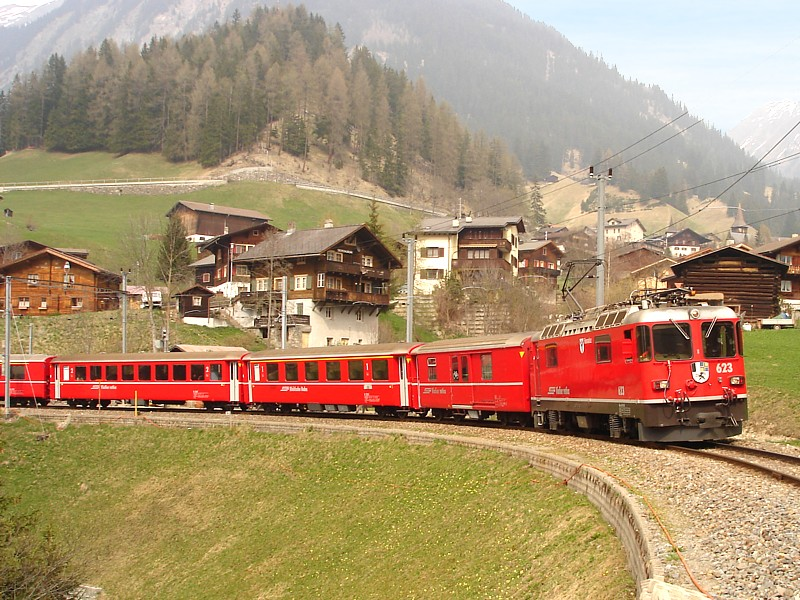
랑비스에서 올라가는 차량

2010년 기준, 랑비스의 인구는 292명이다. 2008년 기준, 인구의 6.8%가 외국인으로 구성되어 있다. 지난 10년 동안 인구는 -6.1%의 비율로 감소했다. 2000년 기준, 인구 대부분은 독일어(97.0%)를 사용하며, 로만슈어가 두 번째로 많이 사용(0.7%), 네덜란드어가 세 번째(0.7%)로 사용된다.
2000년 기준으로 인구의 성별 분포는 남성 48.1%, 여성 51.9%였다. 2000년 현재 랑비스의 연령 분포는 다음과 같다. 30명의 어린이 또는 인구의 9.9%가 0세에서 9세 사이이고 34명의 십대 또는 11.2%가 10세에서 19세 사이이다. 성인 인구 중 18명 또는 인구의 5.9%가 20세에서 29세 사이이다. 48명 또는 15.8%는 30 ~ 39세, 39명 또는 12.9%는 40 ~ 49세, 48명 또는 15.8%는 50 ~ 59세이다. 노인 인구 분포는 42명 또는 인구의 13.9%가 60세 사이이다. 그리고 69세는 70~79세가 31명(10.2%), 80~89세가 10명(3.3%), 90~99세(3명)(1.0%)가 있다.
2007년 연방 선거에서 가장 인기 있는 정당은 64.8%의 득표율을 기록한 SVP였다. 그 다음으로 가장 인기 있는 3개 정당은 SP (24.4%), FDP (4.8%), CVP (4.8%)였다.
랑비스에서는 인구의 약 76.7%(25-64세 사이)가 필수가 아닌 고등교육 또는 추가 고등교육(대학 또는 응용학문대학)을 완료했다.
랑비스의 실업률은 0.83%이다. 2005년 현재 1차 경제 부문에 48명이 고용되어 있으며, 이 부문에 약 21개 기업이 참여하고 있다. 4명이 2차 부문에 고용되어 있고, 이 부문에 2개의 기업이 있다. 76명이 3차 부문에 고용되어 있다.
역사적 인구는 다음 표에 나와 있다.
| 년도 | 인구   |
| ---- | ------ |
| 1623 | c. 670 |
| 1850 | 358    |
| 1900 | 285    |
| 1950 | 383    |
| 1980 | 286    |
| 2000 | 303    |

## 국가중요문화재

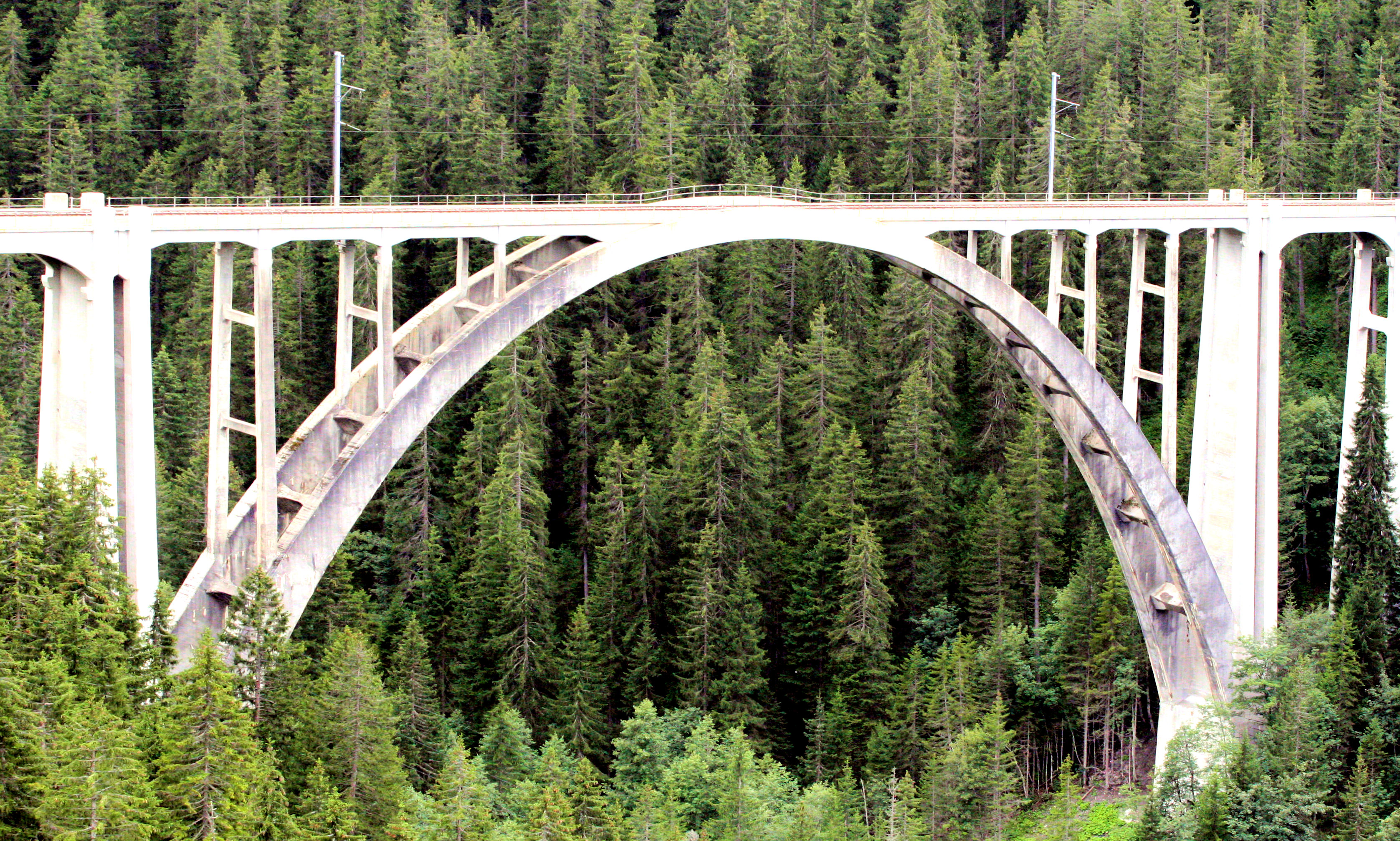
랑비저 고가교

래티셰 철도의 랑비저 고가교는 국가적으로 중요한 스위스 문화유산으로 등재되어 있다.

## 교통
랑비스 마을의 남서쪽 가장자리와 중심에서 언덕 아래로 내려가면 쿠어-아로자 철도 노선의 랑비스역이 있다. 또한 리치뤼티의 작은 마을에는 리치뤼티역이 있다.